# Pingshi
Pingshi est une ville dans la province de Guangdong en Chine. La ville appartient a l'arrondissement Enping dans la préfecture de Jiangmen. La prison de
Pingshi se trouve dans la ville. Pingshi est 172 m au dessus du niveau de la mer.

## Sources
- Laogai Handbook 2003-2004